# Ignacio Larrañaga
Frei Ignacio Larrañaga, OFMCap (Loyola, Azpeitia, Espanha, 4 de maio de 1928 — Guadalajara, México, 28 de outubro de 2013), foi um sacerdote capuchinho, fundador das Oficinas de Oração e Vida.

## História de vida
Ordenou-se sacerdote em 1952. Vivendo na América do Sul, colaborou com a fundação do Centro de Estudos Franciscanos.
Tendo começado a escrever aos 45 anos, o "Profeta da Oração", é conhecido em todo o mundo como o criador dos Encontros de Experiência de Deus, apostolado ministrado em trinta e três países, três continentes, que se estendeu por aproximadamente trinta anos. 
Em 1984 fundou as Oficinas de Oração e Vida, serviço eclesial difundido em mais de quarenta países. Nos últimos anos, desenvolveu uma atividade evangelizadora específica, destinada a grandes massas, em teatros, ginásios e estádios. 
Escreveu 16 livros. Até 2007, pelo menos, residia em Santiago. Naquele ano, comemorou 55 anos de sacerdócio. Há mais de 35 anos percorre o Mundo evangelizando e animando comunidades.
É conhecido um dos autores de maior difusão na literatura religiosa e de auto-ajuda. 
Faleceu na madrugada do dia 28 de outubro de 2013.

### Despertar da vocação
Próximo de seus 32 anos, sentia desgosto e sofria de insônia. Um dia, ao observar as estrelas do céu, pela janela do quarto, tudo mudou: Ignácio conseguiu alegria, paz, fortaleza e muitas lágrimas (certamente, de emoção). Então ele aprofundou a reflexão: tinha se dado algo (1) instantâneo, (2) desproporcional à sua preparação, (3) e que, segundo sua percepção sensorial, não seria um produto das faculdades psicológicas. 
Segundo Larrañaga, aquela experiência deu-se de fora para dentro, infundindo-se ou invadindo, foi repentina, vivíssima e marcante, que não mais se repetiu; uma daquelas experiências que acontecem uma única vez, e nos influenciam durante toda a vida, até a morte. A partir dela alterou-se a visão de mundo de Ignácio, e seus projetos de vida. Ele considera que tudo que fez desde então, já perto dos 40 anos de idade, foi sob influência daquela experiência.

## Espiritualidade de Frei Ignácio
Em grande parte a espirtualidade de Frei Ignácio pode ser conhecida através das Oficinas de Oração e Vida. São palavras dele:
"Uma oração de profundidade é a solução para todos os problemas da vida. São caminhos para a serenidade e para a paz, que são bens supremos da vida".
"Vivemos numa sociedade dispersiva. Quem se encontra disperso apresenta muitas dificuldades em orar. As pessoas que querem chegar a Deus procuram o silêncio. Os lugares barulhentos da nossa sociedade não ajudam ao encontro e ter uma relação de amizade com Deus".
"A oração é o fundamento. É aquilo que torna Deus presente em mim"
"A luta consiste em que eu seja semelhante a Jesus, na bondade, no amor, na paciência"
"Se soubéssemos compreender, não faria falta perdoar"

## Publicações
Lista não exaustiva.
1. Larrañaga, Ignacio. A arte de ser feliz. Orientações práticas para alcançar a paz interior, o sentido da vida... 10 ed. São Paulo: Paulinas. 144 páginas. ISBN 978-85-356-3167-8
2. Larrañaga, Ignacio (1998). A rosa e o fogo. Título original: La rosa y el fuego. São Paulo: Paulinas. 169 páginas. ISBN 85-356-0227-5
3. Larrañaga, Ignacio (1982). Adorar em espírito e verdade. São Paulo: Paulinas. 341 páginas
4. Larrañaga, Ignacio (1985). Encontro: manual de oração. Título original: Encuentro: manual de oración. São Paulo: Loyola. 159 páginas
5. Larrañaga, Ignacio (2003). Mostra-me teu rosto: caminho para a intimidade com Deus. 23. ed. Título original: Muestrame tu rostro. São Paulo: Paulinas. 399 páginas. ISBN 85-7311-296-4
6. Larrañaga, Ignacio (2002). O casamento feliz: respostas para que o amor acorde de cara nova todas as manhãs. Título original: El matrimonio feliz: respuestas para que el amor amanezca todas las mananas con cara nueva. São Paulo: Loyola. 122 páginas. ISBN 85-15-02410-1
7. Larrañaga, Ignacio. O irmão de Assis 20 ed. São Paulo: Paulinas. 496 páginas. ISBN 978-85-356-3090-9
8. Larrañaga, Ignacio (1998). O pobre de Nazaré. Título original: El pobre de Nazaret 5 ed. São Paulo: Loyola. 349 páginas. ISBN 85-15-00383-X
9. Larrañaga, Ignacio (1991). O silêncio de Maria. Título original: El silencio de Maria 19 ed. São Paulo: Paulinas. 204 páginas
10. Larrañaga, Ignacio (1991). Salmos para a vida 4 ed. Petrópolis: Vozes. 191 páginas
11. Larrañaga, Ignacio (1987). Sofrimento e paz: para uma libertação pessoal. Título original: Del sufrimiento a la paz 3 ed. Petrópolis: Vozes. 190 páginas
12. Larrañaga, Ignacio (1984). Suba comigo: para os que vivem em comunidade. Título original: Sube conmigo 4 ed. São Paulo: Paulinas. 216 páginas